# Hydnobius latifrons
Hydnobius latifrons är en skalbaggsart som först beskrevs av Curtis 1840.  Hydnobius latifrons ingår i släktet Hydnobius, och familjen mycelbaggar. Arten är reproducerande i Sverige.